# Scipione de Tolfa
Scipione de Tolfa (falecido em 1595) foi um prelado católico romano que serviu como arcebispo de Acerenza e Matera de 1593 a 1595 e arcebispo de Trani de 1576 a 1593.

## Biografia
No dia 10 de Dezembro de 1576, Scipione de Tolfa foi nomeado durante o papado de Gregório XIII como Arcebispo de Trani. A 20 de Dezembro de 1593, foi nomeado durante o papado de Clemente VIII como Arcebispo de Acerenza e Matera, onde serviu como bispo até à sua morte em 1595.
Enquanto bispo, foi o co-consagrador principal de José Esteve Juan, bispo de Vieste (1586) e Benedetto Mandina, bispo de Caserta.